# Tir la Jocurile Olimpice de vară din 1964
Probele de tir sportiv la Jocurile Olimpice de vară din 1964 s-au desfășurat în perioada 15-20 octombrie 1964 la poligonul de tragere Asaka. Au participat 262 de sportivi din 51 de țări.

## Medaliați

### Masculin
| Probă                    | Aur                    | Aur  | Argint                   | Argint | Bronz                     | Bronz |
| Pistol viteză 25 m       | Pentti Linnosvuo (FIN) | 592  | Ion Tripșa (ROU)         | 591    | Lubomír Nácovský (TCH)    | 590   |
| Pistol 50 m              | Väinö Markkanen (FIN)  | 560  | Franklin Green (USA)     | 557    | Yoshihisa Yoshikawa (JPN) | 554   |
| Pușcă culcat 50 m        | László Hammerl (HUN)   | 597  | Lones Wigger (USA)       | 597    | Tommy Pool (USA)          | 596   |
| Pușcă trei poziții 50 m  | Lones Wigger (USA)     | 1164 | Veliciko Velicikov (BUL) | 1152   | László Hammerl (HUN)      | 1151  |
| Pușcă trei poziții 300 m | Gary Anderson (USA)    | 1153 | Șota Kveliașvili (URS)   | 1144   | Martin Gunnarsson (USA)   | 1136  |
| Trap                     | Ennio Mattarelli (ITA) | 198  | Pāvels Seničevs (URS)    | 194    | William Morris (USA)      | 194   |

## Clasament pe medalii
| Loc   | Țară                       | Aur | Argint | Bronz | Total |
| ----- | -------------------------- | --- | ------ | ----- | ----- |
| 1     | Statele Unite ale Americii | 2   | 2      | 3     | 7     |
| 2     | Finlanda                   | 2   | –      | –     | 2     |
| 3     | Ungaria                    | 1   | –      | 1     | 2     |
| 4     | Italia                     | 1   | –      | –     | 1     |
| 5     | Uniunea Sovietică          | –   | 2      | –     | 2     |
| 6     | Bulgaria                   | –   | 1      | –     | 1     |
| 6     | România                    | –   | 1      | –     | 1     |
| 8     | Japonia                    | –   | –      | 1     | 1     |
| 8     | Cehoslovacia               | –   | –      | 1     | 1     |
| Total | Total                      | 6   | 6      | 6     | 18    |